# Еруслановка (Ставропольский край)
Ерусла́новка — село в составе Минераловодского района (городского округа) Ставропольского края России.

## География
Село Еруслановка расположено на левом берегу реки Кума. Расстояние от села до краевого центра составляет 116 км; расстояние до административного центра округа — 15 км.

## История
До 2015 года село Еруслановка входило в состав муниципального образования «Сельское поселение Прикумский сельсовет» Минераловодского района Ставропольского края.

## Население
| 1989 | 2002 | 2010 | 2014 |
| ---- | ---- | ---- | ---- |
| 208  | ↗228 | ↗252 | ↘200 |

По данным переписи 2002 года, в национальной структуре населения русские составляли 52 %, армяне — 41 %.